# Vuoriselkä
Vuoriselkä är en del av en sjö i Finland. Den är en del av Haukivesi och ligger i Jorois i landskapet Södra Savolax, i den sydöstra delen av landet, 280 km nordost om huvudstaden Helsingfors. Vuoriselkä ligger 62 meter över havet.